# Ceuthostoma terminale
Ceuthostoma terminale là một loài thực vật có hoa trong họ Casuarinaceae. Loài này được L.A.S.Johnson mô tả khoa học đầu tiên năm 1988.